# Åseral
Åseral ist eine Kommune im norwegischen Fylke Agder. Die Kommune hat 915 Einwohner (Stand: 1. Januar 2025). Verwaltungssitz ist die Ortschaft Kyrkjebygda.

## Geografie

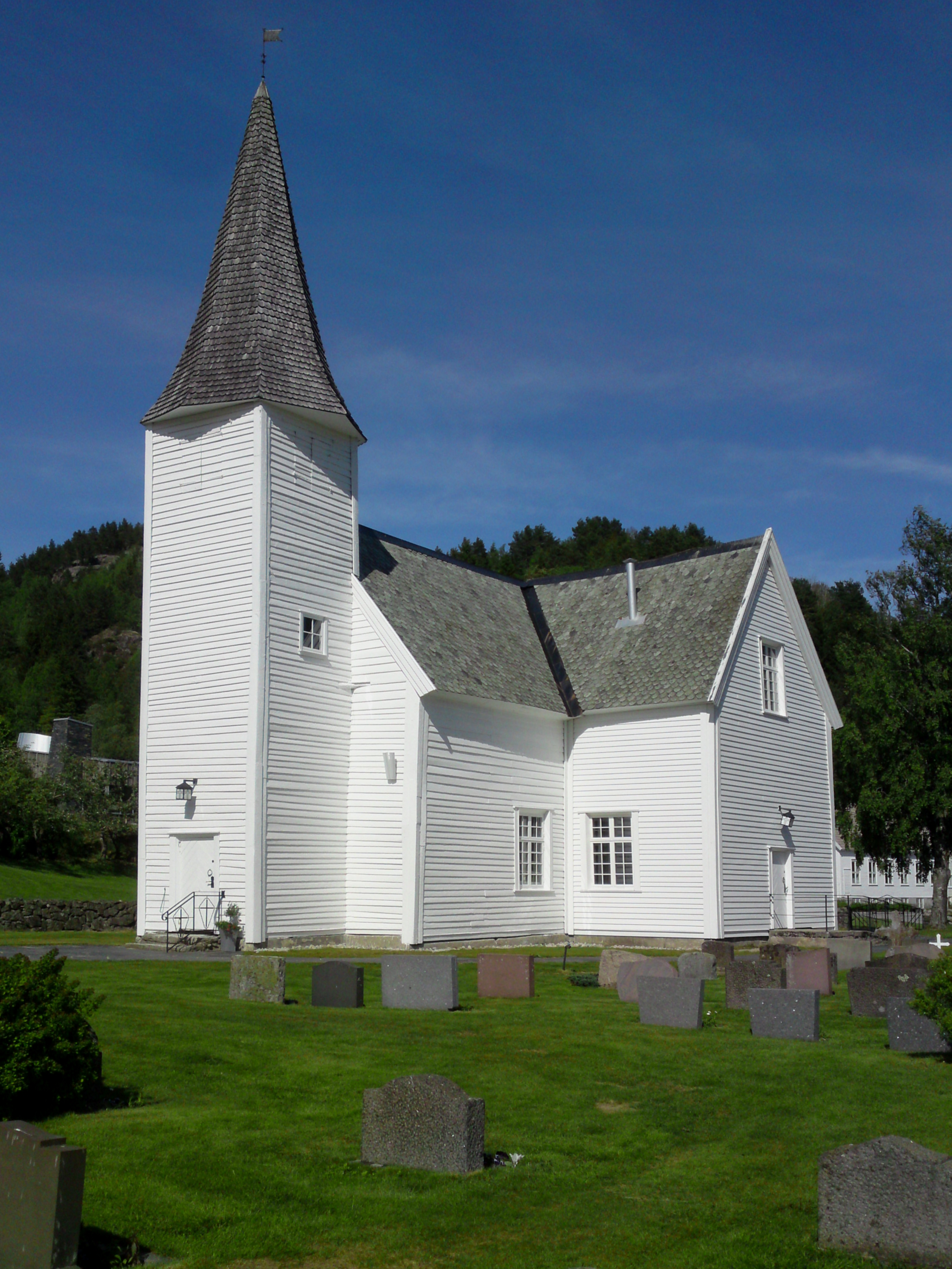
Kirche von Åseral

Die Gemeinde grenzt im Norden und Nordosten an Bygland, im Osten an Evje og Hornnes, im Süden an Lyngdal, im Südwesten an Hægebostad und im Westen Kvinesdal. Durch die Gemeinde ziehen sich die beiden Täler Vestredalen und Austredalen. Durch das westlich liegende Vestredal führt der Fluss Monn, durch das Austredal die Logna. Beide Flüsse fließen bei der Ortschaft Kyrkjebygda zusammen und münden in den See Øre. Von dort fließt der Fluss Mandalselva ab. In der Gemeinde liegt eine große Zahl an Seen, zu den größeren gehören dabei neben dem Øre unter anderem Nåvatn, Kvennevatnet, Storevatn und Juvatn. Im Westen des Sees Øre liegt der Ort Eikerapen, der unter anderem als Zentrum eines Skigebiets dient.
Westlich der beiden Haupttäler der Kommune erheben sich zum Teil als Almen genutzte Berge. Die Erhebungen im Westen der Gemeinde sind höher als die im Osten. Die höchste Erhebung ist der Skoræ mit einer Höhe von 1041,4 moh.

## Einwohner
Die dichteste Besiedlung findet man am Nordufer des Sees Øre vor. Dort liegt auch das Verwaltungszentrum Kyrkjebygda. Bis etwa 1990 waren die Einwohnerzahlen über die meiste Zeit hinweg rückläufig und man erreichte schließlich knapp über 800 Einwohner. In den 1990er-Jahren begann die Anzahl der Bewohner wieder zu steigen. In der gesamten Gemeinde liegen keine Tettsteder, also keine Ansiedlungen, die für statistische Zwecke als eine städtische Siedlung gewertet werden.
Die Einwohner der Gemeinde werden Åsdøl genannt. Offizielle Schriftsprache ist wie in einigen weiteren Kommunen in Agder Nynorsk, die weniger weit verbreitete der beiden norwegischen Sprachformen.
| Jahr          | 1986 | 1990 | 1995 | 2000 | 2005 | 2010 | 2015 | 2020 | 2025 |
| ------------- | ---- | ---- | ---- | ---- | ---- | ---- | ---- | ---- | ---- |
| Einwohnerzahl | 817  | 808  | 834  | 878  | 907  | 917  | 925  | 932  | 915  |

## Geschichte
Die Gemeinde entstand nach der Einführung der lokalen Selbstverwaltung im Jahr 1837. Im Jahr 1880 ging die Kommune Åseral vom Fylke Aust-Agder nach Vest-Agder über.
Dieser Provinz gehörte Åseral bis zum 31. Dezember 2019 an, bevor sie im Zuge der Regionalreform in Norwegen gemeinsam mit Aust-Agder in die zum 1. Januar 2020 neu geschaffene Provinz Agder überging.
Die Åseral kyrkje ist eine Holzkirche aus dem Jahr 1822. Sie befindet sich bei der Ortschaft Kyrkjebygda.

## Wirtschaft und Infrastruktur

### Verkehr
Am Ostufer des Øre-Sees verläuft der Fylkesvei 455. Dieser stellt die Verbindung zu Mandal und zur norwegischen Südküste her. Durch das Austredal verläuft der Fylkesvei 4030 und durch das Vestredal der Fylkesvei 4032.

### Wirtschaft

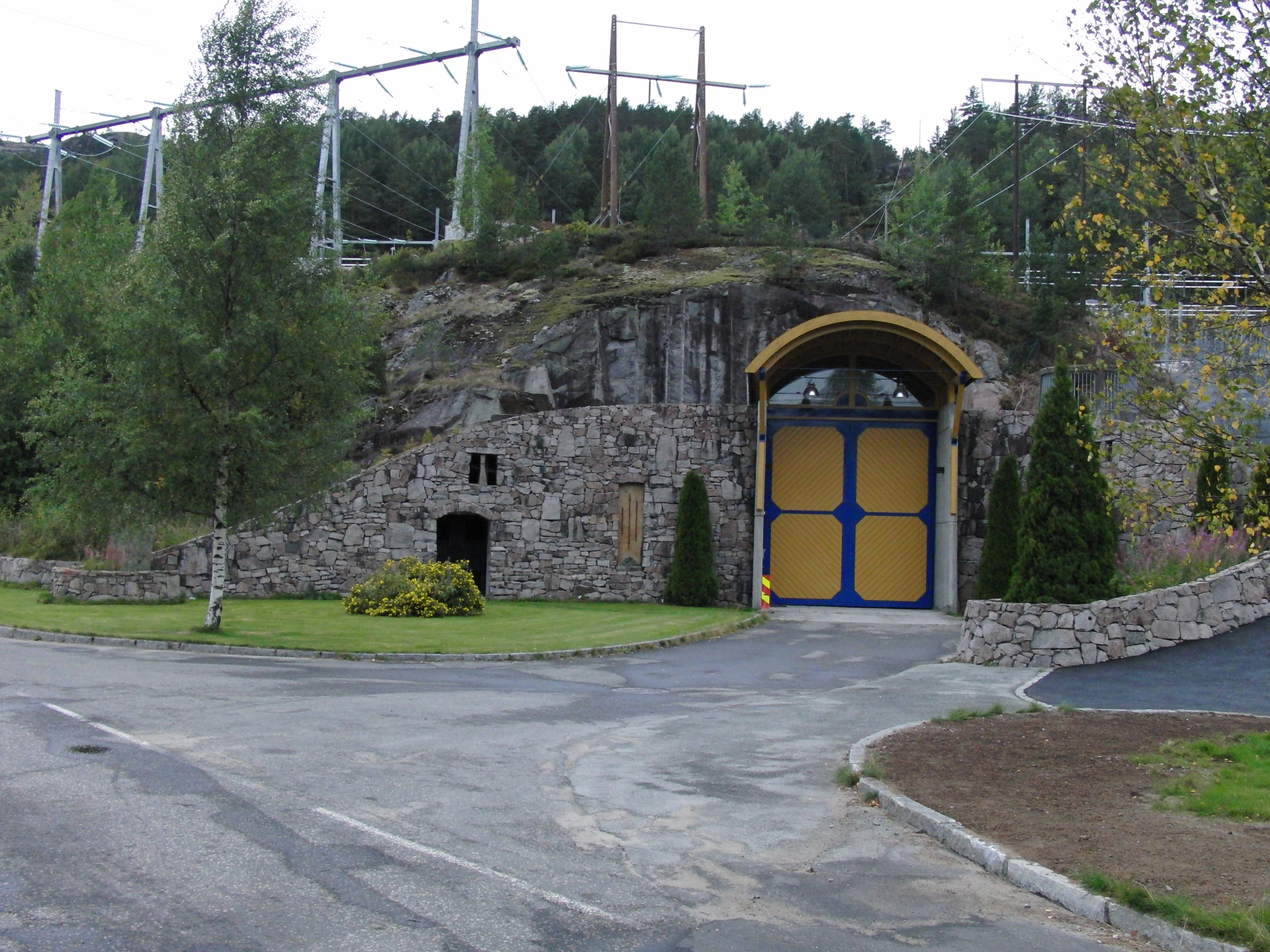
Kraftwerke Skjerka

Die Land- und Forstwirtschaft sind für Åseral von größerer Bedeutung und im Jahr 2019 lagen 32 Prozent der Arbeitsplätze in diesem Sektor. Bedeutend für die Landwirtschaft sind dabei vor allem die Haltung von Rindern und Schafen und der große Teile der landwirtschaftlich genutzten Flächen sind Weiden. Von eher geringerer Bedeutung ist die Industrie. In Åseral befinden sich mehrere Wasserkraftwerke, das größte ist das Kraftwerk Skjerka mit einer durchschnittlichen Jahresproduktion von etwa 771 GWh. Im Jahr 2020 arbeiteten von 524 Arbeitstätigen 319 in Åseral selbst, die weiteren verteilten sich auf Kommunen wie Kristiansand, Evje og Hornnes und Lindesnes.

## Name und Wappen
Das seit 1989 offizielle Wappen der Kommune zeigt in Grün ein zum Schildfuß offenes silbernes Hufeisen. Die Herkunft des Gemeindenamens ist nicht genau geklärt. Der Name soll sich einer Theorie zufolge aus den beiden Bestandteilen „áss“ und „áll“ (deutsch: „Tempel“) zusammensetzen. Der erste Bestandteil bezieht sich dabei auf die nordische Bezeichnung germanischer Götter, Asen.